# A-32
A-32 – radziecki prototypowy czołg średni, zbudowany w październiku 1938 roku.

## Historia
Po zbudowaniu czołgu A-20, uznano, że pojazd należy wzmocnić. Nowy prototyp zbudowano w grudniu 1938 roku. Od poprzednika różnił się m.in. grubszym o 5 mm pancerzem przednim, nową 76,2 mm armatą L-10 oraz napędem tylko gąsienicowym. We wrześniu 1939 odbył się pokaz, w którym uczestniczyły m.in. A-20 i A-32. Komisja wojskowa uznała, że prace nad nowym pojazdem należy kontynuować. W grudniu tego samego roku zmodyfikowano konstrukcję czołgu i powstał A-34 (czyli A-32 ze wzmocnionym do 45 mm pancerzem, przez co masa wzrosła do 24 ton), który z kolei stał się podstawą do najliczniej produkowanego czołgu radzieckiego II wojny światowej – T-34.